# Serafim Venzon
Antonio Serafim Venzon (Botuverá, 19 de junho de 1953) é um político brasileiro, filiado ao Partido da Social Democracia Brasileira (PSDB).

## Carreira
Antônio Serafim Venzon é formado em medicina pela Universidade Federal de Santa Catarina (UFSC). É cirurgião geral e especialista em urologia.
Começou uma trajetória política em Brusque, onde atuava como médico. Foi eleito vereador em Brusque em sua primeira disputa política, e atuou entre 1989 e 1992. Nos anos de 1993 e 1994 foi vice-prefeito de Brusque. Em seguida foi deputado federal por Santa Catarina na 50ª legislatura (1995 — 1999) e na 51ª legislatura (1999 — 2003). 
Foi deputado estadual na Assembleia Legislativa de Santa Catarina em 2006 e na 17ª legislatura (2011 — 2015). Nas eleições de 2014, em 5 de outubro, foi reeleito deputado estadual para a 18ª legislatura (2015 — 2019).
Venzon foi secretário de Estado de Assistência Social, Trabalho e Habitação entre 2011 e 2012. Foi o idealizador e presidente da Comissão em Defesa dos Direitos da Criança e Adolescente da Assembleia Legislativa, na 17ª Legislatura. Atualmente é presidente da Comissão de Trabalho, Administração e Serviço Público. 